# Jónas Kristjánsson
Jónas Kristjánsson fue un académico, filólogo y escritor islandés. 
Nació el 10 de abril de 1924 en Fremstafelli, Ljósavatnshr.
Falleció el 7 de junio de 2014. Dirigió el Instituto Árni Magnússon de Reikiavik hasta su retiro en 1994.
Fue conocido por sus trabajos sobre las sagas islandesas.
Su novela, El ancho mundo, se desarrolla en América del Norte en tiempos de los vikingos. Fue miembro de la Academia Noruega de Ciencias y Letras.